# خط ریل غربی
خط ریل غربی (九廣西鐵) یکی از خطوط مترو حومه ام‌تی‌آر در هنگ کنگ است.
این خط که در سال ۲۰۰۳ تأسیس شده دارای ۱۲ ایستگاه و ۳۵٫۷ کیلومتر طول است.

## نگارخانه

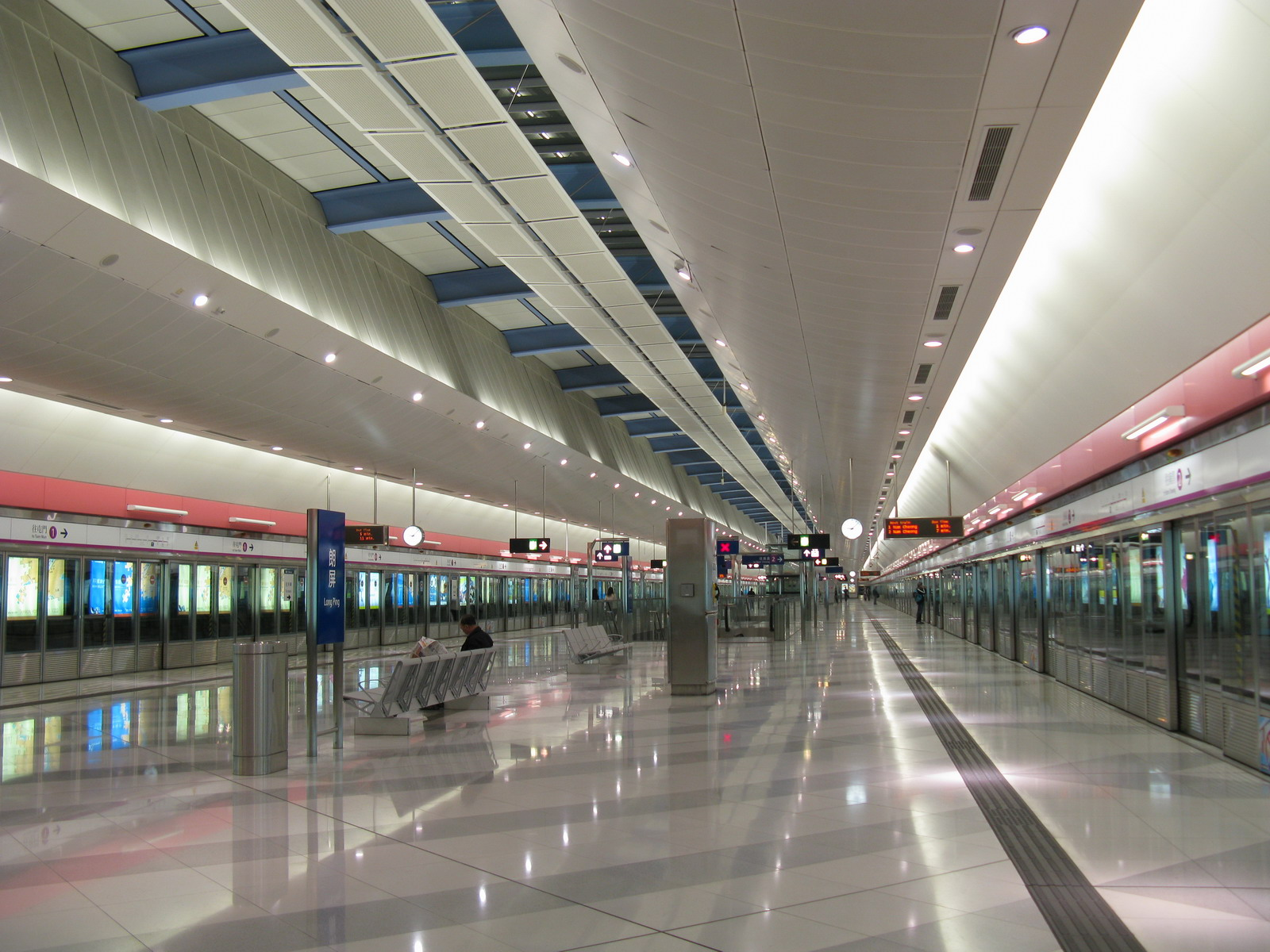
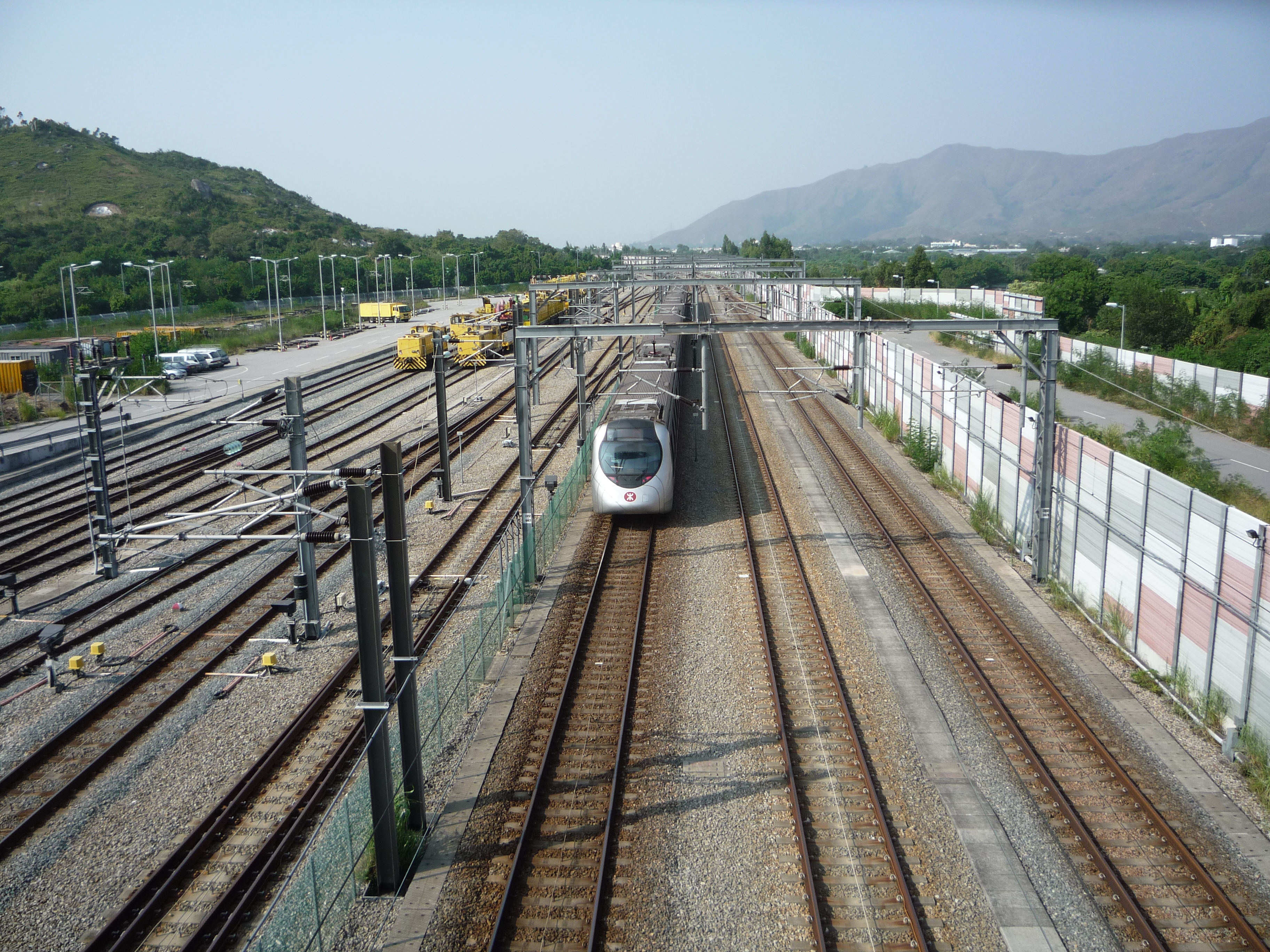
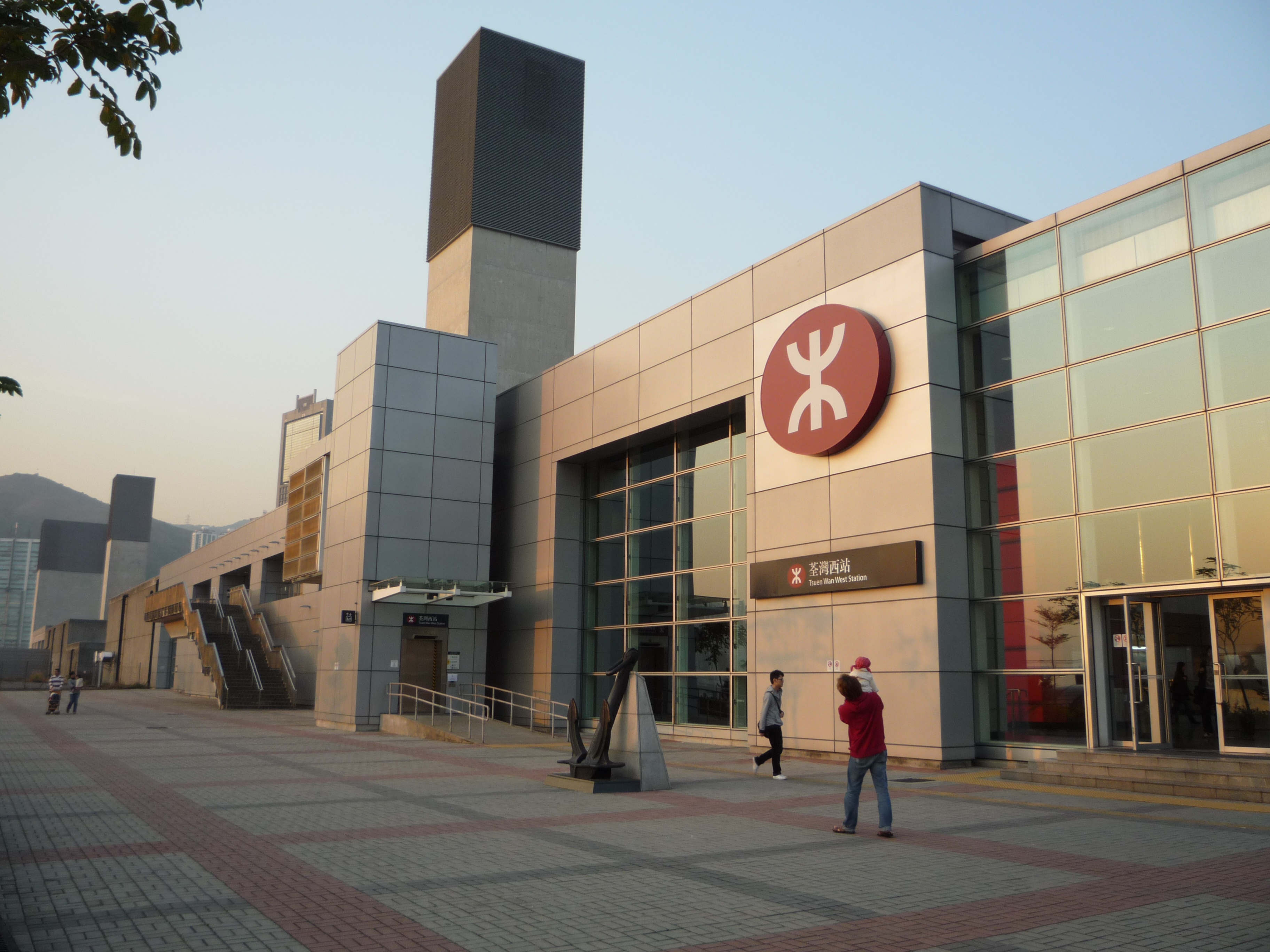
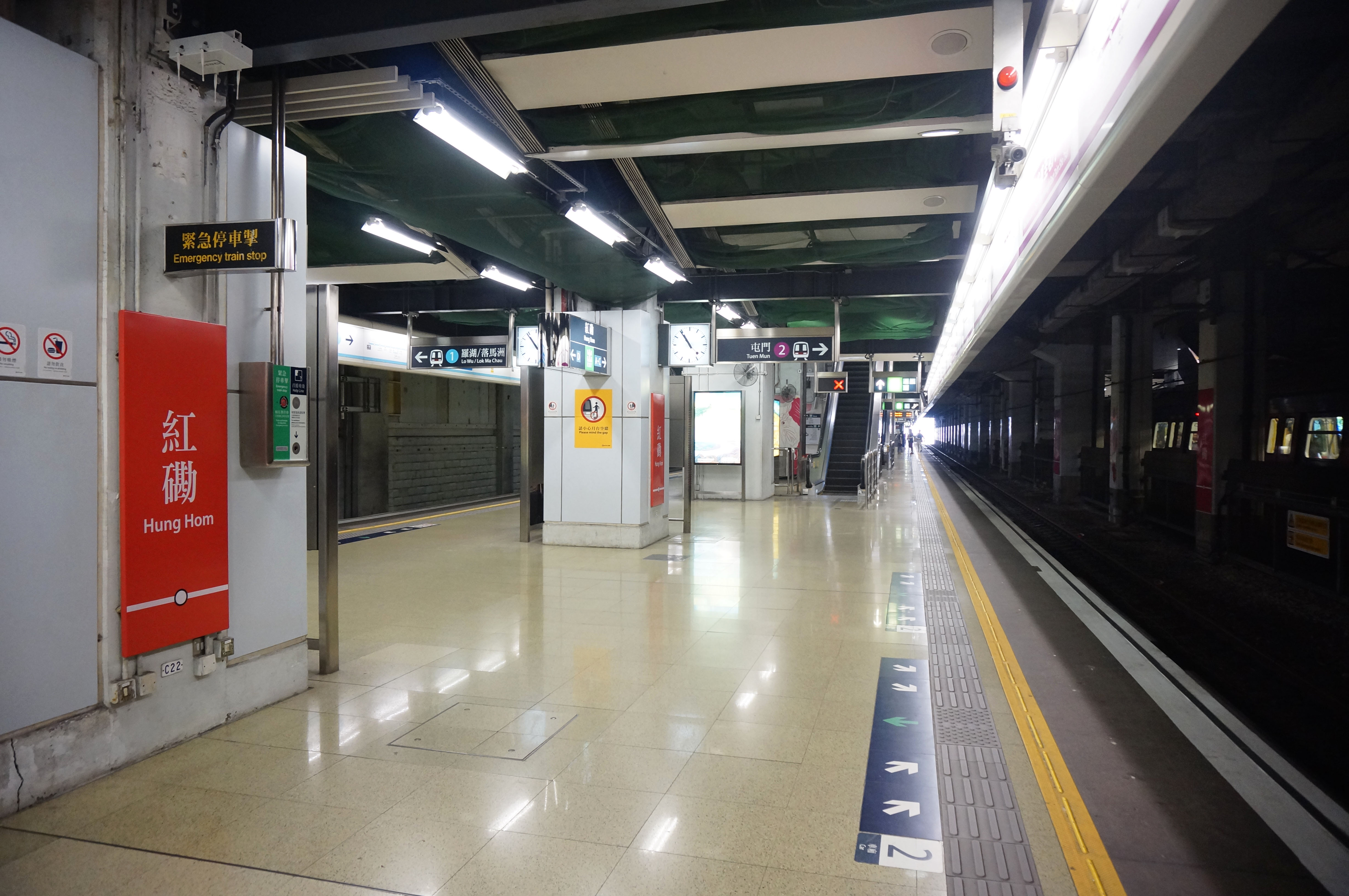